# Kampfmittelräumdienst

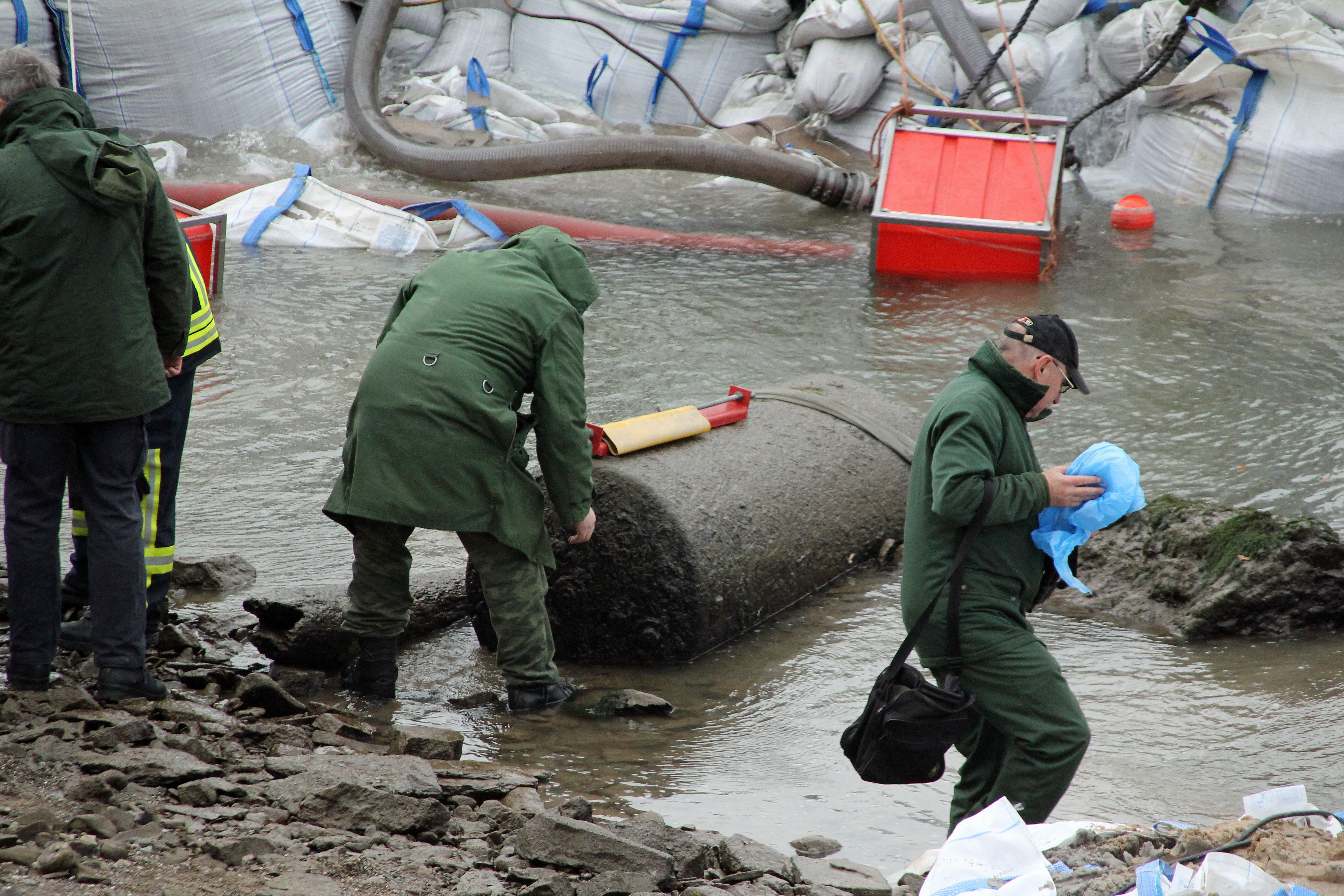
Ein Mitarbeiter des rheinland-pfälzischen Kampfmittelräumdienstes bei der Überprüfung einer britischen 1,8 Tonnen schweren Luftmine, die bei der Entschärfung am 4. Dezember 2011 zur Evakuierung in Koblenz führte.

Der Kampfmittelräumdienst (kurz: KRD), auch Kampfmittelbeseitigungsdienst (KBD bzw. KMBD) oder Munitionsbergungsdienst (MBD), dient der zivilen Kampfmittelbeseitigung in Deutschland.

## Zuständigkeiten
Die Kampfmittelräumdienste sind zuständig für gewahrsamslos gewordene Kampfmittel (zur Kriegsführung bestimmte Teile und Bestandteile von Waffen, unter anderem  Munition und deren Inhaltsstoffe), die vor  dem Kriegsende 1945 produziert wurden, sowie für Munition der Armeen des ehemaligen Warschauer Paktes. Kennzeichnend für gewahrsamslose Kampfmittel ist, dass sie nicht fachgerecht gelagert, sondern zum Beispiel vergraben, versenkt oder unfachmännisch gesprengt worden sind. Einen Arbeitsschwerpunkt der Kampfmittelräumdienste bilden die Entschärfung und Entsorgung von Blindgängern – also bestimmungsgemäß eingesetzter und nicht zur Wirkung gekommener Munition. Bei Fundmunition aus den Beständen der NATO liegt die Zuständigkeit bei den Ortspolizeibehörden, was in den Bundesländern allerdings unterschiedlich geregelt ist. Bei der Zuständigkeit für die Sicherung ehemals militärisch genutzter Anlagen muss man auf der Suche nach der Zuständigkeit den Einzelfall betrachten. Die Kostenaufteilung für die Durchführung dieser Aufgaben regelt Art. 120 GG in Verbindung mit dem Allgemeinen Kriegsfolgengesetz.

## Organisation
Die Organisation der Kampfmittelräumdienste obliegt den Bundesländern. Da es sich um eine Aufgabe der allgemeinen Gefahrenabwehr handelt, findet man die grundsätzliche Zuständigkeit bei den Landesinnenministerien. Die operativen Aufgaben nehmen Dienststellen der Polizei (Brandenburg, Bremen, Berlin, Sachsen, Sachsen-Anhalt und Schleswig-Holstein), der Feuerwehr (Hamburg), des als Sonderordnungsbehörde in der Polizei organisierten (nichtpolizeilichen) Katastrophenschutzes (Mecklenburg-Vorpommern) oder im Falle des Kampfmittelbeseitigungsdienstes Niedersachsen die Landesvermessungsverwaltung wahr. In Rheinland-Pfalz ist der Kampfmittelräumdienst der Aufsichts- und Dienstleistungsdirektion unterstellt, in Nordrhein-Westfalen den Bezirksregierungen. In Hessen ist landesweit der beim Regierungspräsidium Darmstadt ansässige Kampfmittelräumdienst zuständig. In Baden-Württemberg ist landesweit das Regierungspräsidium Stuttgart zuständig. In Thüringen und Bayern gibt es keine staatlichen Kampfmittelräumdienste, diese beauftragen private Unternehmen und behalten sich hier lediglich die Aufsicht über die zugelassenen Unternehmen der Kampfmittelbeseitigung vor.
Die meisten Bundesländer haben auf der Grundlage ihrer Landesverwaltungs-, Polizei- oder Sicherheits- und Ordnungsgesetze Landesverordnungen erlassen, die geeignete Verfahrensweisen beim Umgang mit und in Bezug auf Kampfmittel im Detail regeln.

## Ausbildung des Personals
Mitarbeiter der Kampfmittelräumdienste haben sehr unterschiedliche Ausbildungen. Der Beruf des Kampfmittelbeseitigers ist kein Ausbildungsberuf. Viele Mitarbeiter der Räumdienste und zugelassenen Fachfirmen sind von der ehemaligen NVA oder Bundeswehr ausgebildete Munitionsfachleute oder Feuerwerker und verfügen über die Ausbildung, Prüfung und Zulassung als fachtechnische Aufsichtsperson in der Kampfmittelbeseitigung und sind in der Regel Sprengberechtigte. Eine Spezialdisziplin ist die Auswertung alliierter Luftbilder, auf denen sich Kriegshandlungen nachvollziehen lassen. In diesem Bereich sind oft Vermessungstechniker tätig. Als ungelernte nicht fachkundige Kräfte und Teamkollegen der fachkundigen Sprengmeister kommen so genannte Räumstellenhelfer oder Munitionsarbeiter zum Einsatz.
Trotz professioneller und maximal vorsichtiger Herangehensweise kommt es bei Bombenentschärfungen immer wieder zu tödlichen Unfällen durch unkontrollierte Explosionen. In den Jahren 2000 bis 2010 sind so acht Kampfmittelräumer im Einsatz ums Leben gekommen, davon allein drei bei der Detonation einer alliierten 500-kg-Fliegerbombe am 2. Juni 2010 in Göttingen.

## Aufgaben
Die Aufgaben des Kampfmittelräumdienstes bestehen aus:
- Aufklärung (Auswertung von Luftbildern, Archivalien, Zeugenaussagen) sowie Untersuchungen vor Ort
- Flächensondierung und Bescheinigung der Freiheit von Kampfmitteln
- Flächenräumung (hier meist die Fachaufsicht über zugelassene Vertragsfirmen)
- Beseitigung durch Delaborierung/Bombenentschärfung (Gefahrenabwehr bei Munitionsfunden, Gefährdungsbeurteilung, Entschärfen, Abtransportieren, Zerlegen und Vernichten)
- Prävention (Öffentlichkeitsarbeit in Schulen und Einrichtungen mit dem Zweck der Sensibilisierung der Bürger bei Munitionsfunden)

## Kampfmittelräumung in Nord- und Ostsee
Die Bedeutung der Kampfmittelräumdienste wird aus den Jahresberichten deutlich: Auch Jahrzehnte nach Ende des Zweiten Weltkriegs werden allein in Schleswig-Holstein pro Jahr noch rund 100.000 Stück Munition sichergestellt und der Vernichtung zugeführt. Durch Alterung der nach wie vor gefährlichen Kampfmittel kommt es in Deutschland statistisch zu einer Selbstdetonation pro Jahr. Darüber hinaus sind bis in die 1970er Jahre bis zu 1,8 Millionen Tonnen Kriegsmunition allein in der deutschen Nord- und der Ostsee versenkt und bisher nur zum Teil wieder geborgen worden. In der jüngeren Vergangenheit, auch durch gestiegenes Umweltbewusstsein der Bevölkerung, wird diese Altlast als erhebliche Gefahr wahrgenommen.
Der Erfassung der Gefahr und der Entwicklung alternativer Beseitigungsmethoden der Kampfmittel widmet sich federführend Schleswig-Holstein, als durch maritime Gefahren am stärksten betroffenes Bundesland. Seit dem Jahr 2008 versucht die Landesregierung unter Beteiligung der übrigen Küstenanrainer und des Bundes Lösungsansätze für dieses gesamtgesellschaftliche Problem zu erarbeiten. Am 5. Dezember 2011 hat die unter dem Dach des Bund-Länder-Messprogramms tätige Arbeitsgruppe ihren ersten Bericht vorgelegt. Die Autoren betonen, dass auf Grundlage weiterer Untersuchungen ein international standardisiertes Verfahren zur Risikobewertung entwickelt werden sollte. Dieser Prozess sollte durch eine Überwachung der Meeresumwelt auf etwaige Umweltauswirkungen durch die versenkte Munition begleitet werden. Zur jährlichen Fortschreibung des Berichts ist von der Bund/Küstenländer Arbeitsgemeinschaft Nord- und Ostsee (BLANO) die ständige Arbeitsgruppe Expertenkreis Munition im Meer unter der Federführung Schleswig-Holsteins eingerichtet worden. Die Fortschreibungen sind unter dem Titel Munitionsbelastung der deutschen Meeresgewässer – Entwicklungen und Fortschritt (Jahr xxxx) im Internet öffentlich verfügbar (siehe Abschnitt Literatur). Auch in der im Februar 2014 erschienenen zweiten Fortschreibung betonen die Experten die nach wie vor noch unzureichenden Kenntnisse im Hinblick auf die versenkte Munition sowie fehlende effiziente Bergungstechniken. Auch wird deutlich, dass die bereits begonnenen und noch anstehenden Arbeiten im Bereich der Offshore-Bautätigkeit für Windparks und Kabeltrassen in erheblichem Umfang beeinflusst werden. Allein auf einer einzigen Kabeltrasse wurden mehr als 30 Tonnen Kampfmittel geborgen. Dieser Trend hat sich auch nach dem im Februar 2015 erschienenen dritten Fortschrittsbericht des Bund/Länderexpertenkreises Munition im Meer weiter fortgesetzt. Der vierte Fortschrittsbericht „Munitionsbelastung der deutschen Meeresgewässer – Entwicklungen und Fortschritt“, den das Umweltministerium Schleswig-Holstein veröffentlicht hat, zeigt weitere Lösungsansätze auf. Mit Unterstützung der schleswig-holsteinischen Landesregierung sowie des Kieler GEOMAR Helmholtz-Zentrum für Ozeanforschung hat ein Konsortium aus Industrie, Meeres- und Sprengstoffforschung den Zuschlag für ein Forschungsprojekt erhalten. Ziel des Projekts „Robotische Bergung und Entsorgung von Munition im Meer“ (RoBEMM) unter Leitung der Firma Boskalis Hirdes ist die Entwicklung einer umweltschonenden, voll automatischen und leistungsfähigen Bergungseinheit für Munition auf dem Meeresgrund. In das deutsche Maßnahmenprogramm zur europäischen Meeresschutzstrategie wurde die Maßnahme „Umgang mit Munition“ aufgenommen. Die jeweils aktuelle Gesamtfassung des derzeit mehr als 1.380 Seiten umfassenden Gesamtberichts ist auf den Internetseiten der Landesregierung Schleswig-Holstein verfügbar.